# (3404) Hinderer
(3404) Hinderer es un asteroide perteneciente al cinturón de asteroides, descubierto el 4 de febrero de 1934 por Karl Wilhelm Reinmuth desde el Observatorio de Heidelberg-Königstuhl, Alemania.

## Designación y nombre
Designado provisionalmente como 1934 CY. Fue nombrado Hinderer en honor al astrónomo alemán Fritz Hindere.